# Savignia kartalensis
Savignia kartalensis is een spinnensoort in de taxonomische indeling van de hangmatspinnen (Linyphiidae).
Het dier behoort tot het geslacht Savignia. De wetenschappelijke naam van de soort werd voor het eerst geldig gepubliceerd in 1985 door Rudy Jocqué.